# 鄭亨敦
鄭亨敦（1978年2月7日—）是韓國搞笑男藝人，出生於慶尚北道金泉市。於2002年出道，2012年跨界與饒舌歌手Defconn組成嘻哈組合亨敦和大俊。2015年6月加入FNC娛樂成為旗下藝人，同年因焦慮症而短期內暫停所有演藝工作，休息養病，至2016年9月透過音樂綜藝節目《Weekly Idol》回歸幕前。之後因焦慮症再次惡化，於2020年11月5日起再次暫停所有演藝工作，直至2021年1月15日回歸主持工作。

## 簡介

### 早年生活
自1996年從釜山電子工業高等學校畢業後，鄭亨敦一直在三星電子水原市分部工作，並在成為藝人之前與三星同事組成過一個喜劇組合。

### 入行
2002年，鄭亨敦透過KBS《第17期K公开选拔笑星》出道，並在《搞笑演唱會》中因演出「Doremi三重奏」而獲得熱烈迴響。其後出演KBS《想像Plus》等節目。
2005年，鄭亨敦成為韓國著名綜藝節目《無限挑戰》元祖成員之一。另外，鄭亨敦在2008年曾出演MBC《我們結婚了》（假想妻子為在日韓國藝人張佐緒里），僅演出2個月便因為女方認為對方不合適而向節目組要求「離婚」。一年後鄭亨敦重新加入節目，其新任妻子為少女時代隊長太妍，別名為布丁果凍夫婦。因其11年的年齡差距及女方人氣高而造成女方粉絲極度不滿，引起極大迴響。在與泰妍出演《我們結婚了》期間，鄭亨敦已經跟韓宥拉（音譯）交往。
2009年9月13日，鄭亨敦與在電視台擔任廣播作家的韓宥拉（音譯）舉行婚禮。
2012年4月，宣佈妻子懷有雙胞胎，2012年雙胞胎女兒出生。
鄭亨敦在首爾開設了一家漢堡包店。
2015年6月16日，正式加入FNC娛樂。
2015年8月，15位擁有15年以上經驗的PD選為綜藝主持界的「四大天王」之一，另外三位為劉在錫、申東燁和全炫茂。
2015年11月12日，宣佈因健康問題 ，決定暫時中斷所有演藝活動。他所屬的FNC娛樂表示鄭亨敦一直患有焦慮症，近日病情加重，在主持及拍攝節目方面出現了很大的困難，最後鄭亨敦經過與節目製作組、事務所及同事商議後，決定暫停活動休養，而在休息期間會集中治療及盡快令到身體恢復健康。
2016年7月29日，因健康問題正式退出《無限挑戰》，但沒有表示是否退出《Weekly Idol》
2016年9月13日，他所屬的FNC娛樂確定鄭亨敦在10月5日回歸《Weekly Idol》10月26日的播出也是亨敦和大俊回歸樂壇之日。
2020年11月5日，FNC娛樂發出聲明，表示鄭亨敦因為健康因素，將暫時中斷活動，聲明中提到「鄭亨敦從很久之前就患有焦慮恐慌症，而最近情況再度變得嚴重，雖然本人表達了強烈繼續活動的意志，但公司方面認為藝人的健康是最重要的，在與本人充分討論過後決定暫時休息」，對中斷活動的原因進行了說明。
2021年10月19日，與FNC娛樂的合約到期不續約。

### 無限挑戰
鄭亨敦是韓國極受歡迎的綜藝節目《無限挑戰》（簡稱「無挑」）的元祖成員之一。在節目中，他被稱為「除了搞笑什麼都做得好的男人」，因此有了「尴尬的胖子」（어색한 뚱보）的別稱，亦是別稱最少的成員。
2011年1月1日，在第230集播出時，鄭亨敦被選為「2010年度無挑成員」，接近半數（總票數18272票，得票率為49%）網民透過iMBC.com投票給他，以超過兩倍的優勢領先節目的中心人物劉在錫（得票率為24%）。他在獲獎感言中提到自己花了五年半的時間才從「尴尬的亨敦」到現在「瘋狂存在感開花洞橋子族，普通人像自己也能走到這個位置，大家都可以」。
2016年7月29日，因健康問題正式退出。

## 綜藝節目

### 主持
目前放送中

| 日期                                                                                              | 電視台           | 節目名稱                       | 備註 |
| ------------------------------------------------------------------------------------------------- | ---------------- | ------------------------------ | --- |
| 2005年4月23日－2015年11月14日                                                                     | MBC              | 無限挑戰                       | 與劉在錫、河東勛、朴明洙、鄭埻夏主持 |
| 2008年5月11日－2008年11月30日                                                                     | MBC              | 我們結婚了                     | 與李輝宰主持 |
| 2011年7月23日－2015年11月25日                                                                     | MBC              | Weekly Idol                    | 與Defconn主持 |
| 2011年12月16日－2015年8月30日                                                                     | JTBC             | 醫生的勝負                     | |
| 2012年4月6日－12月21日                                                                            | SBS              | Go Show                        | 與高賢廷、尹鍾信、金永哲主持 |
| 2014年7月29日－8月19日                                                                            | MBC              | Hit Maker                      | |
| 2014年12月12日－2015年2月27日                                                                     | MBC              | Hit Maker S2                   | |
| 2014年11月17日－2016年1月6日                                                                      | JTBC             | 拜託了冰箱                     | 與金聖柱主持 |
| 2015年4月29日－2015年7月15日                                                                      | tvN              | 高中十大天王                   | 與金聖柱、徐章煇、申雅英主持 |
| 2015年6月27日（試播）                                                                             | KBS              | 隨你的便                       | 與安貞桓主持 |
| 2015年11月12日－2015年12月17日                                                                    | KSTAR            | Don't Worry Music              | 與劉在煥 |
| 2015年11月13日                                                                                    | MBC              | 能力者們                       | 與金九拉主持 |
| 2016年10月5日－2018年3月28日                                                                      | MBC              | Weekly Idol                    | 與Defconn主持 |
| 2016年11月19日－2018年10月7日                                                                     | JTBC             | 團結才能火                     | 與金聖柱、安貞桓、金龍萬主持 |
| 2016年12月15日－2017年1月19日                                                                     | MBC              | Hit Maker S3                   | 與龍俊亨、車勳 |
| 2017年3月31日－5月5日                                                                             | tvN              | 和時間賽跑的男人               | 與Defconn、曹誠模、申鉉濬、崔民勇、宋在喜為固定成員 |
| 2017年7月3日－7月8日                                                                              | MBC              | 夏洛克的房間                   | 與利特、赵优钟、申智珉、DinDin為固定成員 |
| 2017年7月7日－8月25日                                                                             | TV朝鮮           | 英雄三國志                     | 與徐章煇主持 |
| 2017年7月28日－2018年7月29日（試播）                                                              | KBS2             | 我的女人的手機                 | 與金聖柱、黄致列、任瑟雍為固定成員 |
| 2017年7月28日－2018年3月18日                                                                      | JTBC             | 夜行鬼怪                       | 與李壽根、朴聖光、李洪基、JR (NU'EST)為固定成員 |
| 2017年10月7日－2017年10月8日（試播） 2018年3月2日－2018年4月20日（正規）                          | KBS2             | 鍵盤上的鬣狗                   | 與Sunny主持，嘉賓有鄭在炯、尹鐘信、GRAY和PENTAGON的隊長HUI（試播） 與鄭在炯、Sleepy主持（正規） |
| 2017年10月5日                                                                                     | KBS2             | 1%的友情                       | 與裴哲秀主持，而金鍾旼、薛民錫、安貞桓、裴正南為節目的嘉賓。*註：此為中秋試播節目 |
| 2017年10月7日－10月8日（試播） 2017年11月18日－12月23日（第一季） 2018年3月1日－4月12日（第二季） | tvN              | 尋找金無名                     | 與李尚敏、鄭珍云、Sleepy（金成源）（試播） 與李尚敏、鄭珍雲、DinDin（第一季） 與李尚敏、孝淵、金東炫（第二季） |
| 2017年11月4日－12月10日                                                                           | JTBC             | 違反校規的修學旅行             | 節目由YG打造，男子偶像團體iKON將成為梁社高中的學生去濟洲島體驗修學旅行，同行的還有日本女子偶像團體GEM所扮演的東京女高學生。 鄭亨敦將擔任梁社高中的教務主任，曹世鎬是梁社高中的班主任、金信英則是東京女高的班主任。 |
| 2017年11月23日－2018年1月11日                                                                     | tvN              | 本業是歌手－這些傢伙的兩種生活 | 與Defconn、俞世潤、KUSH 主持，音樂觀察綜藝節目 MC |
| 2018年4月22日－2018年5月27日                                                                      | MBN              | 多看點書吧                     | 與金龍萬 |
| 2018年5月3日－2018年7月5日                                                                        | JTBC2            | 為你著迷                       | 與鄭世雲、JooE |
| 2018年5月7日－2018年9月24日                                                                       | Olive            | Go這裡                         | 與徐章煇主持 |
| 2018年5月12日－2020年2月11日                                                                      | JTBC             | Idol Room                      | 與Defconn |
| 2018年2月2日、2018年2月24日(試播) 2018年5月26日－2018年7月15日                                    | tvN              | 秘密庭院                       | 與成始璄、張允珠 |
| 2018年6月18日－                                                                                   | Naver TV、V LIVE | Streaming - GAG歌手 製作人     | 與宋恩伊 |
| 2018年6月25日－2018年7月30日                                                                      | tvN              | 吃草的聲音                     | 與金淑、宋昰昀、李陳鎬 |
| 2018年6月30日－2018年10月13日                                                                     | JTBC             | The Team Chef                  | 與金峻铉、查克利·彥納姆 |
| 2018年9月7日－2018年10月26日                                                                      | KBS2             | Dancing High                   | |
| 2018年9月25日－至今                                                                               | KBS2             | 屋塔房的問題兒童們             | 與宋恩伊、金淑、閔庚勳、金龍萬主持。因為焦慮恐慌症再次惡化需要休息，缺席第106集至第117集 |
| 2019年3月16日－2019年9月7日                                                                       | tvN              | 傻瓜們的監獄生活               | 與金泰鎮、李壽根、金鍾旼、黃帝聖、李相燁、張度練、JB (GOT7)、勝寬 (Seventeen)、崔叡娜 (IZ*ONE)、韓寶凜 |
| 2019年3月29日－2019年10月4日                                                                      | MBC              | My Little Television V2        | 與金九拉、張聖圭、張英蘭、安俞真 (IZ*ONE)、宋河英（Fromis_9） |
| 2019年6月13日－2021年1月31日                                                                      | JTBC             | 團結才能踢                     | 與金龍萬、安貞桓、金聖柱等人主持 |
| 2019年6月16日－2019年9月8日                                                                       | JTBC             | 完美搭檔                       | 與李壽根、殷志源、Defconn、李龍眞、 李陳鎬、 金耀漢、 文聖民 |
| 2020年4月19日－2020年8月2日                                                                       | SBS F!L          | HOMEDERELLA                    | 與金聖柱、奇恩世、Narsha（Brown Eyed Girls）主持 |
| 2020年6月1日－2020年9月14日                                                                       | JTBC             | 偉大的肚太郎                   | 與金龍萬、玄周燁、安貞桓、鄭浩泳、金浩中主持 |
| 2020年7月20日－2020年11月21日                                                                     | KBS              | Quiz上的Idol                   | 與張聖圭主持。後來因焦慮恐慌症再次惡化，暫停所有演藝活動，第19集起改由高耀太金鍾旼臨時擔任MC |

### 固定綜藝
| 日期                          | 電視台 | 節目名稱       | 備註                 |
| ----------------------------- | ------ | -------------- | -------------------- |
| 2002年                        | KBS2   | 搞笑演唱會     |                      |
| 2005年－2007年                | KBS2   | 想像Plus       |                      |
| 2008年3月16日－5月4日         | MBC    | 我們結婚了     | 與張佐緖里－現實夫婦 |
| 2008年10月26日－2009年1月18日 | MBC    | 我們結婚了     | 與太妍－布丁果凍夫婦 |
| 2009年1月25日－4月26日        | MBC    | 我們結婚了     | 固定嘉賓             |
| 2009年7月18日至2013年7月28日  | tvN    | 过山车         |                      |
| 2014年5月13日至2016年10月4日  | KBS    | 我們小區藝體能 | 固定嘉賓             |

### 參演綜藝
| 日期           | 電視台 | 節目名稱                | 備註 |
| -------------- | ------ | ----------------------- | ---- |
| 2008年4月3日   | KBS2   | Happy Together          |      |
| 2010年5月27日  | KBS    | Happy Together          |      |
| 2011年11月2日  | MBC    | 黄金渔场之Radio Star    |      |
| 2011年12月1日  | KBS    | Happy Together          |      |
| 2012年12月23日 | SBS    | 星期天真好－Running Man | E125 |
| 2013年2月9日   | MBC    | 改變世界的Quiz          |      |
| 2013年2月12日  | KBS    | 柳喜烈的寫生簿          |      |
| 2013年3月7日   | SBS    | 膝盖道士                |      |
| 2017年4月1日   | KBS    | 柳喜烈的寫生簿          |      |
| 2017年6月7日   | JTBC   | 請給一頓飯Show          |      |
| 2019年3月16日  | JTBC   | 認識的哥哥              |      |

### 音樂節目獎項
| 年份   | 日期    | 電視台   | 節目名稱       | 獲獎歌曲          | 排名 |
| ------ | ------- | -------- | -------------- | ----------------- | ---- |
| 2013年 | 1月16日 | Mnet／KM | Music Triangle | Gangbuk GENTLEMAN | 1位  |

## 外部連結
- 鄭亨敦 （页面存档备份，存于）在Daum cafe的頁面